# باشگاه والیبال شهرداری تبریز
باشگاه والیبال شهرداری تبریز یک باشگاه والیبال ایرانی است که در تبریز تأسیس شد و چند سال قبل بنا به دلایلی منحل شد.

## دست‌آوردها
لیگ برتر
- ۱۳۹۲ پنجم ۱۳۹۳ سوم ۱۳۹۴ پنجم ۱۳۹۵ سوم

## بازیکنان سرشناس خارجی
- فرانچسکو بریبانتی
- دانیل دسی درو
- نمانجا بوزیچ
- درک وستفال

## سازنده البسه
| لیگ   | سازنده البسه     | اسپانسر پیراهن     |
| ----- | ---------------- | ------------------ |
| ۱۳۸۹- | پوشاک ورزشی مجید | با نام تجاری تبریز |